# Sasso Marconi
Sasso Marconi – miejscowość i gmina we Włoszech, w regionie Emilia-Romania, w prowincji Bolonia.
Według danych na styczeń 2009 gminę zamieszkiwało 14 719 osób przy gęstości zaludnienia 152,5 os./1 km².

## Miasta partnerskie
- Helston
- Sassenage
- Siderno